# Posesión espiritual

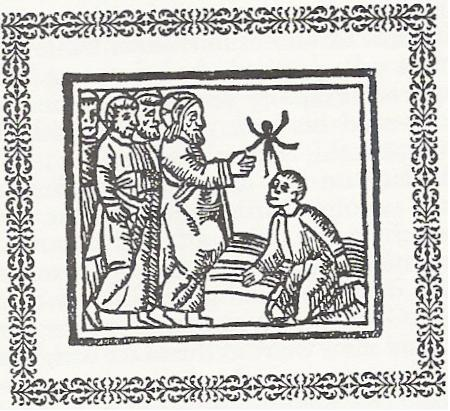
Un caso de posesión ilustrado en la figura 25 del Compendium maleficarum (1608)

La posesión espiritual es una de las dos formas de manifestación espiritual, junto con la canalización espiritual. Es un concepto de creencia paranormal, sobrenatural, de superstición o algunas religiones como el cristianismo, en que almas, espíritus, dioses, démones, demonios, ánimas, o de otras entidades desencarnadas tal vez puedan tomar o controlar un cuerpo humano, resultando en cambios perceptibles en el comportamiento. El concepto de posesión espiritual existe en el cristianismo y otras religiones contemporáneas y también se puede ver en mitología y el folclore de muchas culturas.

## Características
La posesión espiritual puede ser involuntaria, cuando una persona se siente poseída contra su voluntad, conocida como Posesión Demoníaca. O puede ser voluntaria cuando es practicada intencionalmente y sus adeptos son incorporados o poseídos como ocurre en los Cultos de Posesión.

## En demonolatría
Algunos individuos que practican demonología invocan los demonios, teniendo por invitación su espíritu en sí mismos como parte del culto.

## Visión científica
La posesión demoníaca no es un diagnóstico psiquiátrico o médico válido ni reconocido por el DSM-IV y CID-10. Aquellos que profesan la creencia en posesiones demoníacas a veces describen síntomas que son comunes a varias enfermedades mentales, como histeria, manía, psicosis, síndrome de Tourette, epilepsia, esquizofrenia o trastorno de identidad disociativo. En casos de trastorno de identidad disociativo en el que se pone en duda la personalidad de su identidad, 29% son relatados como posesiones de demonios. Además, hay una forma de monomanía denominada "demoniomanía" o "demonopatía" en que el paciente cree que está poseído por uno o más demonios. 
La ilusión de que el exorcismo funciona en personas con síntomas de posesión es atribuida por algunos al efecto placebo y al poder de la sugestión. Algunas personas supuestamente poseídas son realmente narcisistas o sufren de baja autoestima y actúan como una "persona poseída por un demonio", con el fin de llamar la atención.